# Angelologie

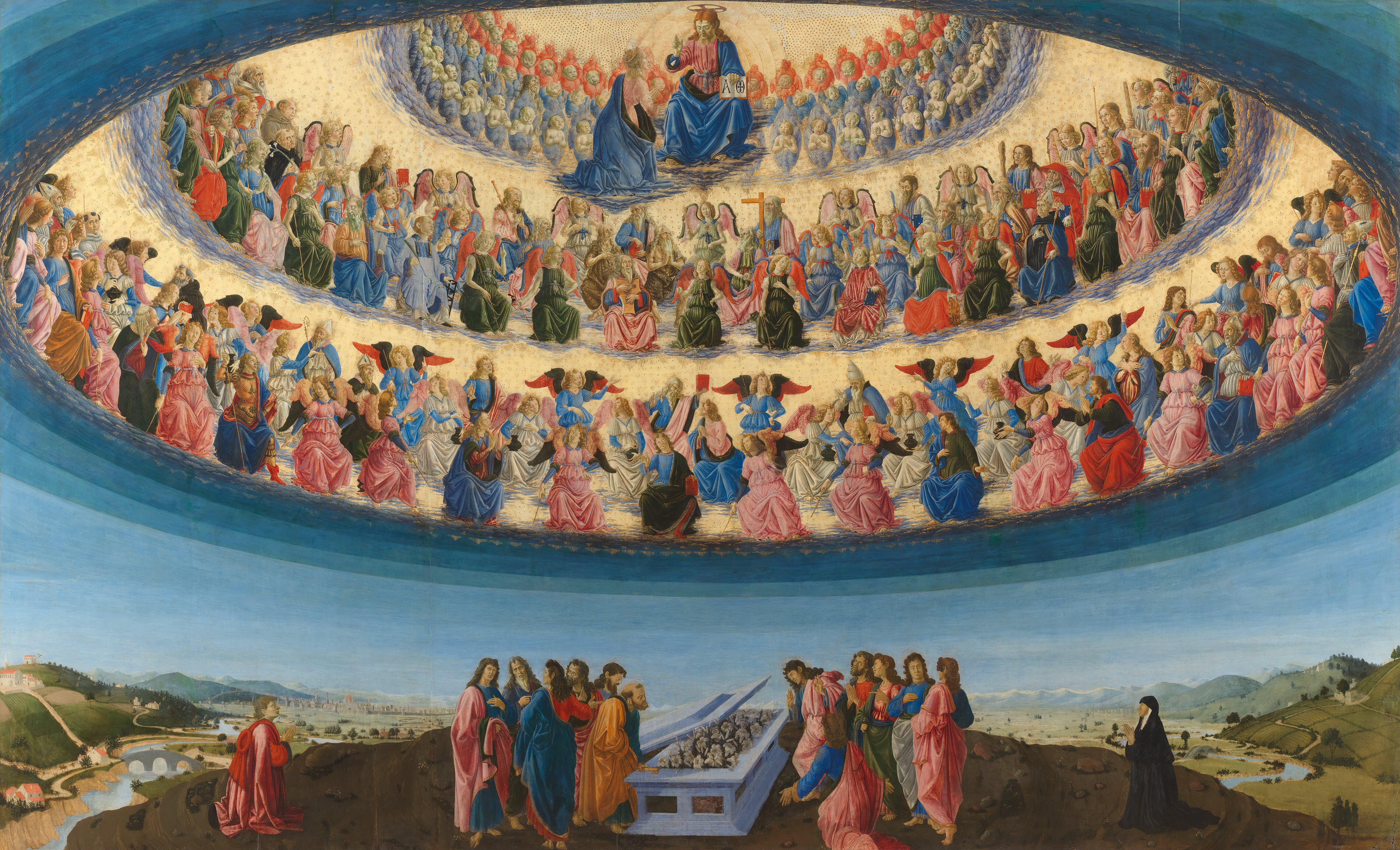
Ein Gemälde von Francesco Botticini (15. Jahrhundert) zeigt die drei Hierarchien und die neun Ordnungen der Engel

Die Angelologie (von griech. ἄγγελος angelos „Sendbote“, λόγος logos „Wort, Lehre“) ist die Lehre von den Engeln. Sie beschäftigt sich mit Dasein und Ursprung, Natur und Anzahl der Engel und versucht, eine Systematik herzustellen. Sie ist traditionell ein Teilgebiet der theologischen Dogmatik.
Engel tauchen in verschiedenen Kulturkreisen und Religionen als Mittler zwischen Mensch und Gottheit auf. Angelologie fußt also nicht in jedem Fall allein auf dem christlichen Glauben, sondern kann auch Elemente aus dem Judentum, aus der Kabbala oder der griechisch-römischen bzw. germanischen Mythologie und Mystik enthalten.
Die Lehre der Engel erreichte im Mittelalter ihre größte Entfaltung und Vertiefung. Der christliche Versuch einer Systematik geht hierbei im Wesentlichen auf eine Schrift des Pseudo-Dionysius (kurz n. 500) zurück, der teilweise auf ältere Traditionen zurückgriff und eine Engelhierarchie mit neun Chören von Engeln beschrieb. Die bedeutendste Ausarbeitung der Angelologie im christlichen Kontext erfolgt in der Summa Theologiae  durch Thomas von Aquin (dort in quaestio 50 ff.).